# شبيهات البوق
شبيهات البوق (الاسم العلمي: Aulostomoidea) هي فوق فصيلة من الأسماك يتبع رتيبة ملتحمات الفك وأشباهها من رتبة زماريات البحر.

## التصنيف
- أسماك البوق
  - سمكة البوق
- أسماك الغيطة
  - سمكة الغيطة